# Beta Ophiuchi
Beta Ophiuchi (β Oph / β Ophiuchi) è una stella della costellazione di Ofiuco di magnitudine apparente +2,75, distante 82 anni luce dal sistema solare. Porta anche i nomi tradizionali Cebalrai (dall'Arabo كلب الراعي kalb al-rā‘ī, "cane pastore"), Cheleb, o Kelb Alrai, o a volte semplicemente Alrai.

## Caratteristiche fisiche
Beta Ophiuchi è una gigante arancione di tipo spettrale K, e come alcune altre giganti di tipo K, la luminosità di β Ophiuchi è leggermente variabile (di 0,02 magnitudini).,
La massa della stella è stimata essere da 1,4 a 2 volte quella del Sole, mentre il suo raggio è oltre 12 volte superiore. La metallicità è comparabile a quella solare, mentre sono stati riscontrati 3 periodi per la sua variabilità, rispettivamente di 0,26, 13,1 e 142 giorni. Il periodo più lungo si deve a delle macchie sulla sua superficie che appaiono oppure no all'osservazione, e che sembrano concordare con la velocità di rotazione su se stessa, di circa 2 km/s. Il periodo di 13 giorni è dovuto invece a delle piccole pulsazioni, la cui origine non è completamente conosciuta.

## Possibile pianeta
Variazioni della velocità radiale della stella in un periodo di 142 giorni suggeriscono la possibile presenza di un compagno planetario attorno a Beta Ophiuchi. Finora non è stato confermato alcun oggetto planetario; le periodiche pulsazioni radiali causate dalla variabilità della stella potrebbero spiegare le variazioni osservate.
| Pianeta            | Massa  | Raggio | Periodo orb. | Sem. maggiore | Eccentricità |
| ------------------ | ------ | ------ | ------------ | ------------- | ------------ |
| b (non confermato) | ≥ 1 MJ | —      | 142,3 giorni | ≥ 0,6 UA      | —            |